# Do As Infinity FREE LIVE -FREE SOUL! FREE SPIRITS!-
『Do As Infinity FREE LIVE -FREE SOUL! FREE SPIRITS!-』（ドゥ・アズ・インフィニティ・フリー・ライブ・フリー・ソウル・フリー・スピリッツ）は、日本のロックバンド・Do As Infinityが2009年2月18日にavex traxから発売した15枚目の映像作品である。

## 内容
前作『Do As Infinity 3rd ANNIVERSARY SPECIAL LIVE』『Do As Infinity -Premier-』から約2年5ヶ月ぶり、再結成後初の作品。『Do The Clips』と同時発売された。
2008年9月30日に代々木公園野外ステージで開催された、無料ライブ『Do As Infinity FREE LIVE -FREE SOUL! FREE SPIRITS!-』の模様が収録されている。

## 収録映像曲
1. new world
2. 遠くまで
3. 陽のあたる坂道
4. 深い森
5. Yesterday & Today
6. 本日ハ晴天ナリ
7. 冒険者たち
8. SUMMER DAYS
9. Week!
10. あいのうた

## 参加ミュージシャン
Do As Infinity
- 伴都美子：Vocal
- 大渡亮：Guitar & Chorus

Support Member
- 渋谷有希子：Bass & Chorus
- 石田匠：Guitar & Chorus
- 高瀬順：Keyboards
- 梶原徹也：Drums